# Minardi M01
Chronologie des modèles
Minardi M198 Minardi M02
La Minardi M01 est la monoplace de Formule 1 engagée par la Scuderia Minardi lors de la saison 1999 de Formule 1. Elle est pilotée par l'Italien Luca Badoer, le Français Stéphane Sarrazin, pilote essayeur chez Prost Grand Prix, et l'Espagnol Marc Gené, pilote d'essais de la Scuderia Ferrari. Le pilote d'essais est l'Argentin Gaston Mazzacane.
La Minardi M01, dont la nouvelle dénomination symbolise un nouveau départ selon l'écurie italienne, est propulsée par un moteur Ford-Cosworth VJ Zetec-R, de conception plus ancienne et par conséquent moins puissant et plus lourd que le V10 CR-1 de la Stewart SF-3 de l'écurie Stewart Grand Prix. Minardi stagne comme l'année précédente en fond de grille. Le concepteur de la voiture, Gustav Brunner, estime que le principal défaut de la M01 est son aérodynamisme, la monoplace ayant passé peu de temps en soufflerie.

## Historique
Lors du Grand Prix inaugural, disputé en Australie, Badoer et Gené se qualifient respectivement en vingt-et-unième et vingt-deuxième position : l'Espagnol, ayant dépassé de plus de deux dixièmes le temps des 107 % pour se qualifier, est tout de même autorisé à prendre le départ du Grand Prix. En course, les deux pilotes abandonnent, Gené s'étant accroché avec le pilote Prost Grand Prix Jarno Trulli et Badoer cassant sa boîte de vitesses au quarante-deuxième tour. Lors du Grand Prix suivant, disputé au Brésil, Luca Badoer, blessé au poignet, est remplacé par le pilote essayeur de Prost Grand Prix, Stéphane Sarrazin. Le pilote français, dont c'est la première et unique course en Formule 1, abandonne après s'être élancé de la dix-huitième place alors que Gené, parti vingtième, termine à la neuvième place,,.
Alors que l'écurie se classe dans le top dix lors de la première moitié de la saison, ce ne sera pas le cas lors des manches suivantes, lors desquelles les pilotes Minardi régressent dans le classement. Lors de la fin de saison, alors que Luca Badoer est victime de nombreux problèmes de fiabilité qui l'empêchent de terminer ses courses, Marc Gené marque le premier point de l'écurie italienne en quatre ans et la sixième place de Pedro Lamy au Grand Prix d'Australie 1995 grâce à sa sixième place au Grand Prix d'Europe. Lors de cette course, Badoer est proche d'un exploit : en effet, à treize tours de l'arrivée, le pilote italien occupe la quatrième place du classement mais abandonne sur problème de transmission,.
À la fin de la saison, la Scuderia Minardi termine dixième du championnat des constructeurs avec un point. Marc Gené se classe dix-septième du championnat des pilotes avec un point.

## Résultats en championnat du monde de Formule 1
| Saison | Écurie                 | Moteur            | Pneus       | Pilotes           | Courses | Courses | Courses | Courses | Courses | Courses | Courses | Courses | Courses | Courses | Courses | Courses | Courses | Courses | Courses | Courses | Points inscrits | Classement |
| Saison | Écurie                 | Moteur            | Pneus       | Pilotes           | 1       | 2       | 3       | 4       | 5       | 6       | 7       | 8       | 9       | 10      | 11      | 12      | 13      | 14      | 15      | 16      | Points inscrits | Classement |
| ------ | ---------------------- | ----------------- | ----------- | ----------------- | ------- | ------- | ------- | ------- | ------- | ------- | ------- | ------- | ------- | ------- | ------- | ------- | ------- | ------- | ------- | ------- | --------------- | ---------- |
| 1999   | Fondmetal Minardi Ford | Ford-Cosworth V10 | Bridgestone |                   | AUS     | BRÉ     | SMR     | MON     | ESP     | CAN     | FRA     | GBR     | AUT     | ALL     | HON     | BEL     | ITA     | EUR     | MAL     | JAP     | 1               | 10e        |
| 1999   | Fondmetal Minardi Ford | Ford-Cosworth V10 | Bridgestone | Luca Badoer       | Abd     |         | 8e      | Abd     | Abd     | 10e     | 10e     | Abd     | 13e     | 10e     | 14e     | Abd     | Abd     | Abd     | Abd     | Abd     | 1               | 10e        |
| 1999   | Fondmetal Minardi Ford | Ford-Cosworth V10 | Bridgestone | Stéphane Sarrazin |         | Abd     |         |         |         |         |         |         |         |         |         |         |         |         |         |         | 1               | 10e        |
| 1999   | Fondmetal Minardi Ford | Ford-Cosworth V10 | Bridgestone | Marc Gené         | Abd     | 9e      | 9e      | Abd     | Abd     | 8e      | Abd     | 15e     | 11e     | 9e      | 17e     | 16e     | Abd     | 6e      | 9e      | Abd     | 1               | 10e        |

Légende : ici 